# Livro de Elkasai
O Livro de Elkasai é um livro sagrado escrito por Elkasai ou Elcasai na origem da seita dos Elcasaitas, grupo gnóstico derivado dos Ebionistas, e do qual se conhecem dez fragmentos devido a citações de autores cristãos.
O livro teria sido escrito por volta dos anos 100, no final do reino de Trajano, o  e no qual Elkasai  inicia o seu próprio ensinamento em aramaico e por vezes de forma esotérica como num fragmento onde existe um criptograma que lido de uma certa maneira (invertendo a ordem) produz uma fórmula em aramaico.
A influência de Elcaitas sobre Mani - que viria a fundar o maniqueísmo - é evidente, como é demonstrado no Códice de Maniqueu de Colônia.

## Fragmentos
Existem 10 fragmentos transcritos por Hipólito de Roma, bispo da cidade de Salamina (Chipre), na Epifânio de Salamina:
1. Hipólito de Roma, Refutatio omnium haeresium 9.13.1-3; Epifânio de Salamina Panarion adversus omnes haereres 30.17.7
2. Hipólito de Roma, Refutatio omnium haeresium 9.13.3-4, 9.15.1-2;
3. Hipólito de Roma, Refutatio omnium haeresium 9.15.3
4. Hipólito de Roma, Refutatio omnium haeresium 9.15.4-16.1
5. Epifânio de Salamina, Panarion adversus omnes haereres 19.3.5
6. Epifânio de Salamina, Panarion adversus omnes haereres 19.3.6.
7. Hipólito de Roma, Refutatio omnium haeresium 9.16.-24
8. Epifânio de Salamina Panarion adversus omnes haereres 19.1.8-9
9. Epifânio de Salamina, Panarion adversus omnes haereres 19.4.3
10. Hipólito de Roma, Refutatio omnium haeresium 9.17.1